# Motometer

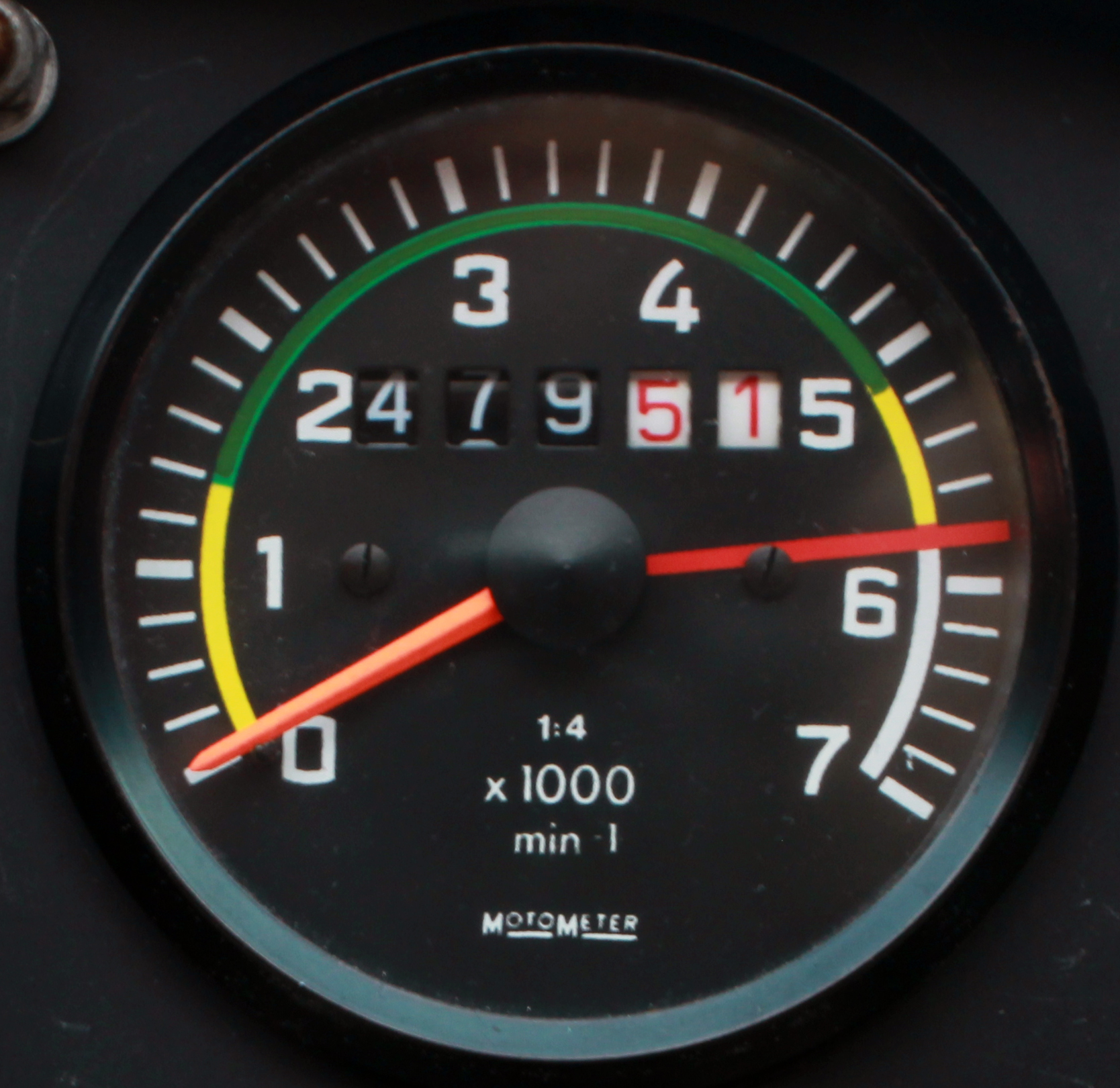
Tacómetro con calculador de distancia de vuelo marca Motometer

Motometer (nombres históricos: Moto Meter, MotoMeter, Moto-Meter, MM) es una marca de instrumentos de medición para talleres y equipamiento de vehículos. La empresa originalmente independiente fue fundada a principios del siglo XX en el área de Stuttgart (en el sur de Alemania). Hasta su insolvencia en 1995, Moto Meter AG cotizó en la Bolsa de Valores de Frankfurt.

## Historia
En el año 1912, un inventor de Suabia inició el desarrollo de herramientas prácticas y de instrumentos de medición y visualización de distintos parámetros para talleres y empresas de equipamiento de vehículos. Algunos de los instrumentos desarrollados en los inicios de la historia tradicional de Motometer todavía se siguen encontrando en los talleres mecánicos, como el registrador de compresión de motores o el comprobador de presión de neumáticos. En 1925, Moto-Meter-GmbH (Frankfurt) se mencionó por primera vez en documentos comerciales. Un año más tarde, la empresa fue incluida en el Registro Comercial de Stuttgart como "Moto Meter Hermann Schlaich GmbH".
En 1966, Moto Meter Hermann Schlaich GmbH poseía cuatro plantas de producción (Stuttgart, Leonberg, Neckarhausen y Nagold), donde trabajaban 1100 personas. Los documentos de Moto Meter Hermann Schlaich GmbH se pueden encontrar en el archivo de publicaciones corporativas en el Museo Alemán (Deutsches Museum) de Múnich. En 1969, la empresa cambió su nombre a Moto Meter GmbH, y la oficina central se ubicó en Leonberg. En 1977 se incorporó al grupo de empresas Moto Meter GmbH.
En 1991, Moto Meter AG fue adquirida por Robert Bosch GmbH. Bosch / Motometer tuvo en 1991 una cuota de aproximadamente el 10%  del competitivo mercado de los instrumentos de visualización, donde ocupa el tercer lugar. Los líderes del mercado eran entonces Magneti Marelli y VDO. Bosch/Motometer suministró el 95% de los paneles de instrumentos instalados por los fabricantes de vehículos alemanes.
En 1992, la empresa cambió el nombre de la empresa a MM Messtechnik GmbH, que cerró un contrato con Robert Bosch GmbH. En 1996 se fundó IVEKA Automotive Technologies Schauz GmbH en Mühlacker, que asumió la marca Motometer y continuó con su distribución y comercialización.
Durante la liquidación de Moto Meter AG a través de Robert Bosch GmbH, el Tribunal Constitucional de Alemania decidió que cada liquidación a través de un accionista mayoritario debía ser verificada judicialmente debido a la apelación de la Asociación Alemana para la Protección de los Pequeños Accionistas. La apelación de propiedad fue desestimada por insignificante, porque la asociación tenía solo dos acciones de Moto Meter AG.

## Productos y estructura empresarial
El Grupo Motometer ofrece hoy una amplia gama de servicios y productos, que varía desde productos originales (como fabricante de equipo original) y productos de posventa, hasta soluciones personalizadas para series pequeñas y medianas.
La empresa está estructurada en tres subdivisiones: el departamento de comercio, distribución y servicio, el departamento de desarrollo y el departamento de producción, que están representados a través de tres corporaciones independientes.